# پارکهیل (کالیفرنیا)
پارکهیل (به انگلیسی: Parkhill) یک منطقهٔ مسکونی در ایالات متحده آمریکا است که در شهرستان بیوت، کالیفرنیا واقع شده‌است. پارکهیل ۵۹۲ متر بالاتر از سطح دریا واقع شده‌است.